# LaToya Ruby Frazier
LaToya Ruby Frazier, née en 1982 à Braddock, est une artiste américaine et professeure de photographie à l'École de l'Art Institute of Chicago.
À partir de Braddock, Frazier commence à photographier sa famille et sa ville natale à l'âge de 16 ans, révisant la photographie sociale traditionnelle de Walker Evans et Dorothea Lange pour imaginer la documentation à l'intérieur et par la communauté, et la collaboration entre le photographe et ses sujets. Inspirée par Gordon Parks, qui a fait la promotion de l'appareil photographique comme une arme pour la justice sociale, Frazier montre l'impact des problèmes systémiques (zh), du racisme à la désindustrialisation et à la dégradation (en) de l'environnement, sur les corps, les relations et les espaces individuels. Dans son travail, elle souhaite mettre en lumière ces problèmes qu'elle décrit comme des problèmes mondiaux. S'exprimant dans le New York Times à propos de sa position, Frazier déclare : « Nous avons besoin d'histoires plus durables qui reflètent et nous disent où se trouvent et continuent d'être les préjugés et les angles morts dans cette culture et cette société... C'est un problème de race et de classe qui affecte tout le monde. Ce n'est pas un problème noir, c'est un problème américain, c'est un problème mondial. Braddock est partout ».
Frazier a reçu une formation approfondie en photographie grâce à des études à l'université Edinboro de Pennsylvanie (en), à l'université de Syracuse, dans le cadre du Whitney Independent Study Program, et en tant que récipiendaire de la bourse Guna S. Mundheim pour les arts visuels de l'Académie américaine à Berlin (en).

## Carrière
Frazier dessine et peint dès son plus jeune âge et attribue à sa grand-mère Ruby les attentes élevées pour ses réalisations. Entrée à l'université à l'âge de 17 ans, Frazier étudie la photographie avec Kathe Kowalski, qui est devient un mentor important, l'initiant à la théorie féministe, à la sémiotique et aux utilisations politiques, bonnes et mauvaises, de la photographie. Frazier obtient en 2004 un baccalauréat en photographie et en design graphique de l'université Edinboro de Pennsylvanie et, en 2007, une maîtrise en photographie des beaux-arts de la School of Visual Performing Arts de l'université de Syracuse. Après avoir participé au Whitney Independent Study Program en 2010-2011, elle commence à enseigner à l'université Yale.
À partir de 2009, elle est incluse dans une série d'expositions de groupe importantes, y compris The Generational Triennial: Younger Than Jesus du New Museum of Contemporary Art, Greater New York: 2010 du MoMA PS1, la Biennale des artistes féminines d'Incheon (en) (Terra Incognita) en 2011 et la Whitney Biennial 2012,,,. Son exposition personnelle (en), A Haunted Capital, ouvre ses portes au Brooklyn Museum en 2013. De plus, elle fait partie de la cohorte d'artistes participant en 2009-2010 au programme de résidence Workspace du Lower Manhattan Cultural Council.
En 2014, Frazier publie son premier livre, The Notion of Family, qui reçoit le Infinity Award du Centre international de la photographie.

## Prix
Frazier est récipiendaire de nombreux prix, notamment : Art Matters (2010), le Louis Comfort Tiffany Foundation (en) Award (2011), le Theo Westenberger Award de la Creative Capital Foundation (en) (2012) et le Gwendolyn Knight (en) & Jacob Lawrence Prize du Seattle Art Museum (2013).
En 2014, Frazier est nommée boursière Guggenheim en arts créatifs. L'année suivante, elle devient boursière TED2015 et sa monographie, The Notion of Family, publiée par aperture en 2014, reçoit le prix Infinity 2015 de la meilleure publication remis par le Centre international de la photographie,. En 2015, Frazier reçoit une bourse MacArthur, à laquelle elle qualifie ce prix comme « la validation de mon travail en tant que témoignage et lutte pour la justice sociale et le changement culturel (en) ».
En 2018, Frazier est annoncé comme l'une des boursières Art of Nonfiction du Sundance Institute. En 2020, Frazier est nommée comme le premier récipiendaire du Steidl Book Prize de la Gordon Parks Foundation.

## Travail
Le travail photographique de LaToya Ruby Frazier comprend à la fois des images d'espaces personnels, des moments privés et l'histoire d'une injustice raciale et économique en Amérique. Son travail comprend des portraits bruts d'amis et de membres de la famille dans des moments intimes et des exemples d'injustice sociale. Comme Frazier l'explique, « la collaboration entre ma famille et moi-même brouille la ligne entre l'auto-portrait et documentaire social ». Souvent, son travail se concentre sur la situation critique de sa ville natale de Braddock en Pennsylvanie, en difficulté financière après l'effondrement de l'industrie sidérurgique dans les années 1970-1980. Avec des photographies en noir et blanc, Frazier met en évidence la beauté de Braddock et comment cette ville a influencé la vie de sa famille ainsi que d'autres résidents. Ses photographies ont un sentiment brut de force et de vulnérabilité juxtaposé de manière honnête et personnelle. En plus de travailler sur son œuvre la plus célèbre, Notion of Family, Frazier travaille sur d'autres problèmes contemporains tels que la crise sanitaire de Flint. Ce projet particulier décrit et se concentre sur une jeune femme et sa famille, vivant leur vie quotidienne dans des conditions difficiles au sein de leur communauté de classe inférieure à Flint. Elle a contribué des photographies à un projet du New York Times, Why America's Black Mothers and Babies are in a Life-or-Death Crisis.
Inspirée par les pratiques documentaires du début du XXe siècle, Frazier explore les identités de lieu, de race et de famille dans un travail qui est un hybride d'autoportrait et de narration sociale. Les sujets principaux de ces portraits sont la grand-mère de Frazier, Ruby (1925-2009), sa mère (née en 1959) et l'artiste elle-même. Le paysage en ruine de Braddock, en Pennsylvanie, une cité sidérurgique autrefois florissante, constitue la toile de fond de ses images, qui mettent en évidence à la fois la dégradation de l'environnement et des infrastructures causée par le déclin postindustriel et la vie de ceux qui continuent — en grande partie par nécessité — à y vivre. Comme le dit Frazier, « je me considère comme une artiste et une citoyenne qui documente et raconte l'histoire et qui construit les archives des familles de la classe ouvrière confrontées à tous ces changements qui se produisent, car ils doivent être documentés ». Grâce à sa propre famille, elle a pu raconter l'histoire de Braddock à travers les générations qui l'ont vécue. Son travail amorce des dialogues sur la structure des classes, l'histoire et la responsabilité sociale.
Elle a figuré dans l'édition 2019 du New York Times Magazine pour son reportage photo sur les habitants de Lordstown, dans l'Ohio, après la fermeture de l'usine de General Motors.
LaToya Ruby Frazier est aussi nommée parmi les 100 personnes les plus influentes en 2024 par le Time dans la catégorie « artiste ».

## Expositions
- Expositions personnelles[4] :
  - Brooklyn Museum, A Haunted Capital (2013)
  - Seattle Art Museum, Born by a River (2013)
  - Institut d'art contemporain de Boston, Boston, Witness (2013)
  - Musée d'Art contemporain de Houston, Witness (2013)
  - Gavin Brown's Enterprise (en), New York (2018)
- Expositions collectives[4] :
  - The Generational Triennial: Younger Than Jesus, New Museum of Contemporary Art, New York (2009)
  - Greater New York, MoMA PS1, New York (2010)
  - Commercial Break, Garage Projects, 54e Biennale de Venise (2011)
  - Gertrude's/LOT, The Andy Warhol Museum, Pittsburgh (2011)
  - Empire State, Palais des expositions de Rome (2013)
  - The Way of the Shovel, Art as Archaeology, Musée d'Art contemporain de Chicago (2013)
- Biennales[4] :
  - Whitney Museum of American Art, New York (2012)
  - Mom, am, I barbarian?, 13e Biennale d'Istanbul (2013)
  - Recycling Memory: Recapturing the Lost City, 11e Biennale des arts visuels nicaraguayens, Managua (2014)
  - Biennale de Pusan, Corée du Sud (2014)